# Miguel García Cuesta
Miguel García Cuesta (né le 6 octobre 1803 à Macotera en Castille, et mort le 14 avril 1873 à Saint-Jacques-de-Compostelle) est un cardinal espagnol du XIXe siècle.

## Biographie
García Cuesta est professeur et recteur dans le diocèse de Salamanque. Il  est élu évêque de Jaca en 1848 et promu  à l'archiodiocèse de Saint-Jacques-de-Compostelle en 1851. Le pape Pie IX le crée cardinal lors du consistoire du 27 septembre 1861. Le cardinal Cuesta est député dans le Cortes constitutionnel de 1869 et élu sénateur pour la Biscaye en 1872. À cause de son opposition contre l'interférence du gouvernement espagnol dans les affaires ecclésiastiques, il n'obtient pas de passeport pour participer au concile de Vatican I en 1869-1870.

## Sources
- Fiche  sur le site fiu.edu